# IC 916
IC 916 ist eine kompakte Galaxie vom Hubble-Typ C im Sternbild Bärenhüter am Nordsternhimmel. Sie ist schätzungsweise 378 Millionen Lichtjahre von der Milchstraße entfernt und hat einen Durchmesser von etwa 75.000 Lichtjahren.
Im selben Himmelsareal befinden sich u. a. die Galaxien IC 909 und IC 4322.
Das Objekt wurde am 6. Juni 1866 vom US-amerikanischen Astronomen Truman Henry Safford entdeckt.